# Donkere ogentroostspanner
De donkere ogentroostspanner (Perizoma bifaciata) is een nachtvlinder uit de familie van de spanners (Geometridae). 

## Kenmerken
De voorvleugellengte bedraagt tussen de 9 en 11 mm. De basiskleur van de voorvleugel is grijsbruin. De middenband is donkerder gekleurd en wordt begrensd door wittige golflijnen. De buitenste van die golflijnen is lichter gekleurd dan de binnenste. De achtervleugel is zeer lichtbruin met een donkerder buitenrand.

## Levenscyclus
De donkere ogentroostspanner gebruikt ogentroost als waardplant. De rups is te vinden in augustus en september. De soort overwintert als pop. Er is jaarlijks een generatie die vliegt van halverwege juli tot in september.

## Voorkomen
De soort komt verspreid over Europa voor, ook in Kazachstan. De donkere ogentroostspanner is in Nederland en België een zeer zeldzame soort. 